# Avellaneda (Córdoba)
Avellaneda es una localidad situada en el departamento Ischilín, Córdoba, Argentina.
Se encuentra situada a 2 km de la Ruta Nacional 60-km 801, a 25 km de Deán Funes (cabecera del departamento), por un camino de tierra, a 15 km de Ischilín, también por un camino de tierra, y a 80 km de la Ciudad de Córdoba.
Debe su nombre al abogado, periodista y político argentino Nicolás Avellaneda, presidente de la Nación entre 1874 y 1880.

## Estructura urbana
El casco urbano de la localidad se compone por un destacamento policial, un dispensario, una iglesia, una escuela primaria, un almacén de ramos generales, una panadería, oratorio en memoria del Fray Mamerto Esquiú y un edificio comunal recientemente construido.
La localidad posee un trazado en damero, aunque también se pueden encontrar numerosos caminos sinuosos 
de acceso al quinto rumbo

## Economía
La principal actividad económica es la agricultura seguida por la ganadería, siendo el principal cultivo la soja seguida por el maíz.
El sorgo, las pasturas, el trigo y productos de huerta son también cultivos de importancia en la zona.
El turismo también tiene cierta relevancia junto con la elaboración de productos regionales con dulces caseros, artesanías, etc.

## Geografía

### Población
Cuenta con 466 habitantes (Indec, 2022), lo que representa un incremento del 44% frente a los 282 habitantes (Indec, 2010) del censo anterior.
| Gráfica de evolución demográfica de Avellaneda entre 1991 y 2022 |
|                                                                  |
| Fuente: Censos nacionales del INDEC                              |

### Clima
La localidad posee un clima típicamente serrano, con un promedio de 25° de temperatura, registrándose temperaturas inferiores a 0º en invierno y superiores a 35° en verano.
El régimen de precipitaciones es de aproximadamente 700 mm anuales.

### Sismicidad
La sismicidad de la región de Córdoba es frecuente y de intensidad baja, y un silencio sísmico de terremotos medios a graves cada 30 años en áreas aleatorias. Sus últimas expresiones se produjeron:
- 22 de septiembre de 1908 (116 años), a las 17.00 UTC-3, con 6,5 Richter, escala de Mercalli VII; ubicación 30°30′0″S 64°30′0″O / -30.50000, -64.50000; profundidad: 100 km; produjo daños en Deán Funes, Cruz del Eje y Soto, provincia de Córdoba, y en el sur de las provincias de Santiago del Estero, La Rioja y Catamarca[2]

- 16 de enero de 1947 (78 años), a las 2.37 UTC-3, con una magnitud aproximadamente de 5,5 en la escala de Richter (terremoto de Córdoba de 1947)[1]

- 28 de marzo de 1955 (70 años), a las 6.20 UTC-3 con 6,9 Richter: además de la gravedad física del fenómeno se unió el desconocimiento absoluto de la población a estos eventos recurrentes (terremoto de Villa Giardino de 1955)

- 7 de septiembre de 2004 (20 años), a las 8.53 UTC-3 con 4,1 Richter

- 25 de diciembre de 2009 (15 años), a las 21.42 UTC-3 con 4,0 Richter